# Montigny-Montfort
Montigny-Montfort è un comune francese di 301 abitanti situato nel dipartimento della Côte-d'Or nella regione della Borgogna-Franca Contea.

## Società

### Evoluzione demografica
Abitanti censiti